# Fiji nos Jogos Olímpicos de Inverno de 1994
Fiji participou dos Jogos Olímpicos de Inverno de 1994 em Lillehammer, na Noruega. Foi a segunda participação do país em Jogos Olímpicos de Inverno.

## Desempenho

### Esqui cross-country
| Atleta           | Evento                          | Final   | Final |
| Atleta           | Evento                          | Tempo   | Pos.  |
| ---------------- | ------------------------------- | ------- | ----- |
| Rusiate Rogoyawa | Clássico 10km masculino         | 38:30.7 | 88º   |
| Rusiate Rogoyawa | Perseguição combinada masculino | DNF     | DNF   |